# Fed Cup 2012 – blok A 1. skupiny zóny Asie a Oceánie
Blok A 1. skupiny zóny Asie a Oceánie Fed Cupu 2012 představoval jednu ze dvou podskupin 1. skupiny. Hrálo se mezi 1. až 3. únorem v areálu Shenzhen Luohu Tennis Centre čínského města Šen-čen, a to na otevřených dvorcích s tvrdým povrchem. 
Tři týmy se utkaly ve vzájemných zápasech. Vítěz sehrál zápas s vítězem bloku B o účast v baráži Světové skupiny II pro rok 2013. Družstvo na posledním místě se utkalo se stejně umístěným týmem z bloku B a poražený sestoupil do 2. skupiny zóny Asie a Oceánie pro rok 2013. 

## Blok A
|     |            | ČLR | Uzbekistán | Tchaj-wan | Zápasy V/P | Sety V/P | Hry V/P | Pořadí |
| 25. | Čína       |     | 3–0        | 3–0       | 2–0        | 12–2     | 83–43   | 1.     |
| 31. | Uzbekistán | 0–3 |            | 0–3       | 0–2        | 2–12     | 53–81   | 3.     |
| 35. | Tchaj-wan  | 0–3 | 3–0        |           | 1–1        | 7–7      | 59–71   | 2.     |

## Zápasy

### Uzbekistán vs. Tchaj-wan
| | Uzbekistán | 0 :                                                                      | 3   | Tchaj-wan |     |  |
| --- | ---------- | ------------------------------------------------------------------------ | --- | --------- | --- |  |
| Shenzhen Luohu Tennis Centre, Šen-čen, Čínská lidová republika 1. února 2012 tvrdý (venku) |            |                                                                          |     |           |     |  |
| \| \| \| \| 1. \| 2. \| 3. \| \| \| -- \| \| ------------------------------------------------------------------------ \| --- \| ---- \| --- \| \| \| 1. \| \| Sabina Šaripovová Sie Šu-wej \| 3 6 \| 1 6 \| \| \| \| 2. \| \| Nigina Abdurajmovová Čang Kchaj-čen \| 6 0 \| 4 6 \| 5 7 \| \| \| 3. \| \| Akgul Amanmuradovová / Iroda Tuljaganovová Čan Jung-žan / Čuang Ťia-žung \| 5 7 \| 64 7 \| \| \| \| \| \| \| \| \| \| \| \| \| \| \| \| \| \| \| \| \| \| \| \| \| \| \| \| \| \| \| \| \| \| \| \| \| \| \| \| \| \| \| |            |                                                                          |     |           |     |  |
| |            |                                                                          | 1.  | 2.        | 3.  |  |
| 1. |            | Sabina Šaripovová Sie Šu-wej                                             | 3 6 | 1 6       |     |  |
| 2. |            | Nigina Abdurajmovová Čang Kchaj-čen                                      | 6 0 | 4 6       | 5 7 |  |
| 3. |            | Akgul Amanmuradovová / Iroda Tuljaganovová Čan Jung-žan / Čuang Ťia-žung | 5 7 | 64 7      |     |  |
| |            |                                                                          |     |           |     |  |
| |            |                                                                          |     |           |     |  |
| |            |                                                                          |     |           |     |  |
| |            |                                                                          |     |           |     |  |
| |            |                                                                          |     |           |     |  |

### Čínská lidová republika vs. Tchaj-wan
| | Čínská lidová republika | 3 :                                               | 0   | Tchaj-wan |     |  |
| --- | ----------------------- | ------------------------------------------------- | --- | --------- | --- |  |
| Shenzhen Luohu Tennis Centre, Šen-čen, Čínská lidová republika 2. února 2012 tvrdý (venku) |                         |                                                   |     |           |     |  |
| \| \| \| \| 1. \| 2. \| 3. \| \| \| -- \| \| ------------------------------------------------- \| --- \| --- \| --- \| \| \| 1. \| \| Čeng Ťie Sie Šu-wej \| 6 2 \| 6 3 \| \| \| \| 2. \| \| Li Na Čang Kchaj-čen \| 6 2 \| 6 0 \| \| \| \| 3. \| \| Pcheng Šuaj / Čang Šuaj Čan Jung-žan / Sie Šu-wej \| 7 5 \| 4 6 \| 6 2 \| \| \| \| \| \| \| \| \| \| \| \| \| \| \| \| \| \| \| \| \| \| \| \| \| \| \| \| \| \| \| \| \| \| \| \| \| \| \| \| \| \| |                         |                                                   |     |           |     |  |
| |                         |                                                   | 1.  | 2.        | 3.  |  |
| 1. |                         | Čeng Ťie Sie Šu-wej                               | 6 2 | 6 3       |     |  |
| 2. |                         | Li Na Čang Kchaj-čen                              | 6 2 | 6 0       |     |  |
| 3. |                         | Pcheng Šuaj / Čang Šuaj Čan Jung-žan / Sie Šu-wej | 7 5 | 4 6       | 6 2 |  |
| |                         |                                                   |     |           |     |  |
| |                         |                                                   |     |           |     |  |
| |                         |                                                   |     |           |     |  |
| |                         |                                                   |     |           |     |  |
| |                         |                                                   |     |           |     |  |

### Čínská lidová republika vs. Uzbekistán
| | Čínská lidová republika | 3 :                                                               | 0    | Uzbekistán |     |  |
| --- | ----------------------- | ----------------------------------------------------------------- | ---- | ---------- | --- |  |
| Shenzhen Luohu Tennis Centre, Šen-čen, Čínská lidová republika 3. února 2012 tvrdý (venku) |                         |                                                                   |      |            |     |  |
| \| \| \| \| 1. \| 2. \| 3. \| \| \| -- \| \| ----------------------------------------------------------------- \| ---- \| --- \| --- \| \| \| 1. \| \| Čang Šuaj Sabina Šaripovová \| 65 7 \| 6 3 \| 6 1 \| \| \| 2. \| \| Li Na Nigina Abdurajmovová \| 6 2 \| 6 3 \| \| \| \| 3. \| \| Pcheng Šuaj / Čeng Ťie Akgul Amanmuradovová / Iroda Tuljaganovová \| 6 3 \| 6 4 \| \| \| \| \| \| \| \| \| \| \| \| \| \| \| \| \| \| \| \| \| \| \| \| \| \| \| \| \| \| \| \| \| \| \| \| \| \| \| \| \| \| \| |                         |                                                                   |      |            |     |  |
| |                         |                                                                   | 1.   | 2.         | 3.  |  |
| 1. |                         | Čang Šuaj Sabina Šaripovová                                       | 65 7 | 6 3        | 6 1 |  |
| 2. |                         | Li Na Nigina Abdurajmovová                                        | 6 2  | 6 3        |     |  |
| 3. |                         | Pcheng Šuaj / Čeng Ťie Akgul Amanmuradovová / Iroda Tuljaganovová | 6 3  | 6 4        |     |  |
| |                         |                                                                   |      |            |     |  |
| |                         |                                                                   |      |            |     |  |
| |                         |                                                                   |      |            |     |  |
| |                         |                                                                   |      |            |     |  |
| |                         |                                                                   |      |            |     |  |